# Руссель, Пьер
Пьер Руссель (фр. Pierre Roussel, р. 29 сентября 1742, Дакс — 19 сентября 1802, Шатодён) — французский врач и физиолог, автор трудов.

## Биография и карьера
Вырос в Тулузе. Первоначально изучал философию, но после первого семестра решил сменить направление и обучаться медицине в Монпелье и в Париже. Был другом и учеником французского физиолога Теофиля Бордо, являвшегося сторонником витализма Школы Монтелье. Другими преподавателями Русселя были такие персоны как химик и физиолог Габриэль Франсуа Венель и François-Bourguignon de Bussières de Lamure (1717–1787). Он также интенсивно изучал труды Георга Эрнста Шталя.
В Париже работал в качестве врача, антрополога, журналиста, писателя, в частности, над трудом о физическом и моральном аспекте у женщин, состоянии организма, темпераменте, манерах, опубликовав в 1775 году описание гендерно-предрасположенных функций. Не чувствуя в себе тяги к работе с больными, он не практиковал как врач, но был связан с медицинскими исследованиями и публиковал описание медицинских проблем в специальных журналах.
Его работу «Système physique et moral de la femme» (1775) перевёл на немецкий язык врач Christian Friedrich Michaelis (1754–1818), сын Иоанна-Давида Михаэлиса и брат Каролины Шеллинг, и труд был опубликован в 1786 году под названием «Physiologie des weiblichen Geschlechtes».
Руссель видел отличия между мужчиной и женщиной в первую очередь в их физио-психологической организации. То есть отличие не только в первичных половых признаках, но и в общем телосложении. Так, перевес у мужчин в сторону «раздражительности» предопределяется деятельностью скелетной мышечной ткани, в то время как «чувствительность» у женщин выходит на передний план по причине нервной стимуляции.

## Избранные труды
- Système physique et moral de la femme ou Tableau philosophique de la constitution, de l’état organique, du tempérament, des mœurs et des fonctions propres au sexe.  Париж. 1775.
- Systême physique et moral de la femme, suivi du systême physique et moral de l’homme, et d’un fragment sur la sensibilité. 1805–1813
- Médecine domestique à l'usage des femmes (3 тома).

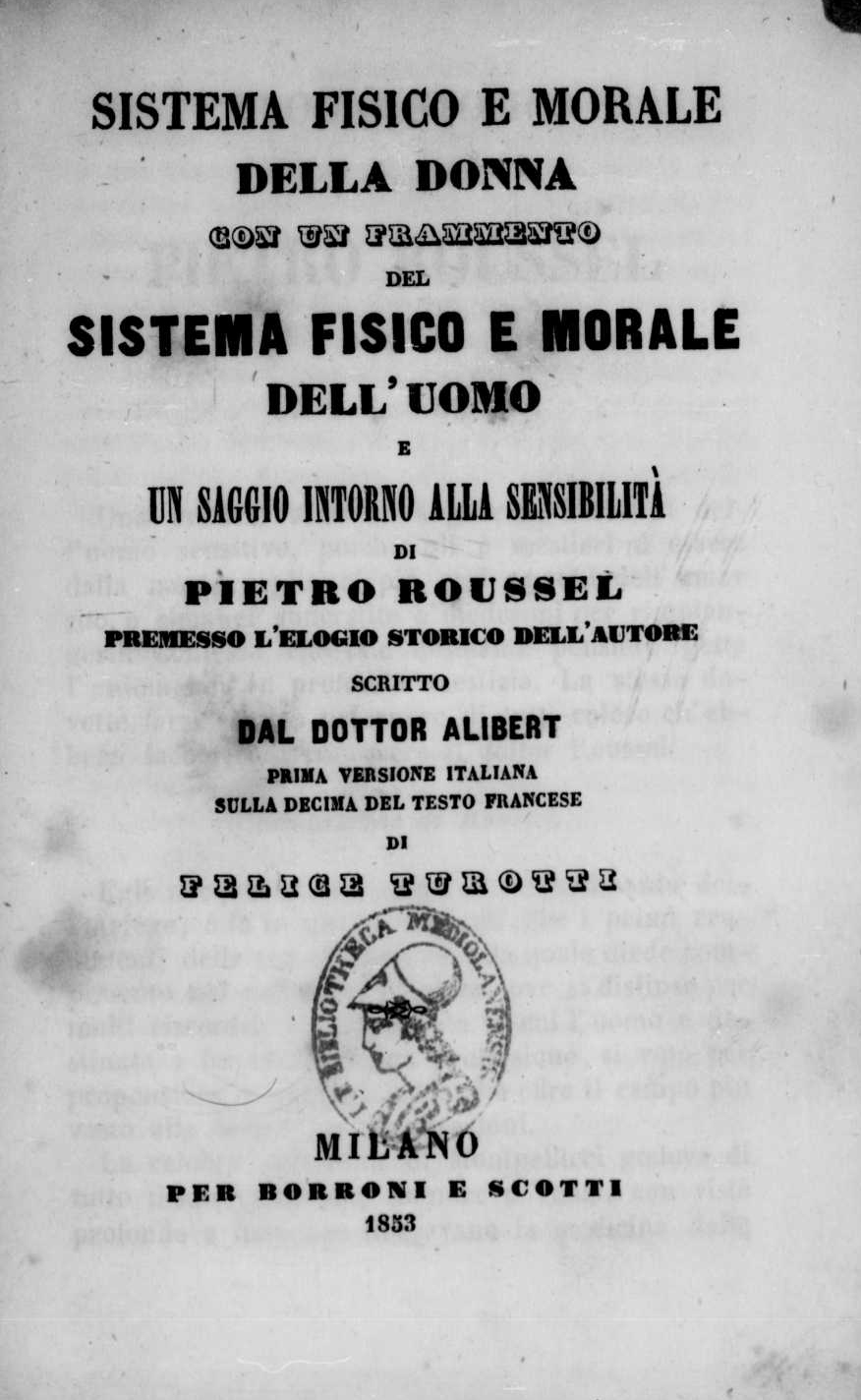
Système physique et moral de la femme, первое итальянское издание, 1853